# Den nøgne Sandhed
Den nøgne Sandhed er en italiensk stumfilm fra 1914 af Carmine Gallone.

## Medvirkende
- Lyda Borelli som Lolette.
- Lamberto Picasso som Pierre Bernier.
- Ugo Piperno som Rouchard.
- Wanda Capodaglio.
- Ruggero Capodaglio som Ruggero Capodaglio.